# Dolichopus miki
Dolichopus miki är en tvåvingeart som beskrevs av Octave Parent 1938. Dolichopus miki ingår i släktet Dolichopus och familjen styltflugor. Inga underarter finns listade i Catalogue of Life.